# 白川ゆり (ダンサー)
白川 ゆりは、日本のダンサー、インストラクター、振付師。

## 人物
10代よりダンスインストラクターをつとめ、2003年に業界初の女性限定ダンススタジオを開講。
TV、MV、バックアップダンサー、国内外のイベント出演、審査員などをつとめる。
二児の母となってからは、ママダンスレッスンBBMを開講、NHK Eダンスアカデミーに特集される。
キッズダンス育成やタレント育成に力を入れながら、2018年〜STUDIO55エグゼクティブマネージャーに就任。
JADP認定チャイルドコーチングアドバイザー
なお、AV女優の白川ゆりとは別人である。

## 主な芸歴
【バックダンス】
◼︎TRFツアー98「LIVE IN UNITE」
◼︎リュ・シウォン　ツアー「With you2007」 
◼︎TUBE　「Live Around Special2007」  
◼︎SoulJa　「DOGG POUND」
◼︎ZEEBRA・THE LEGENDSバックダンサー 
◼︎こちら亀有公園前派出所　両さん(香取信吾さん)バックダンサー 
◼︎バブル青田（青田典子）「ジーザス」
その他アーティスト　200本以上のステージに出演 
【CM】
◼︎アリコジャパン「わたしのガン保険　ショッピングモール篇」
◼︎NTT docomo東北　2本  他
【MV】
◼︎B'z 「SPLASH！」
◼︎東京ゲゲゲイ「ゲゲゲイの鬼太郎」
◼︎DJ OZMA「超！」
◼︎175Ｒ　「夢で逢えたなら・・・」
◼︎サンボマスター「very special!!」
◼︎大沢伸一（Mondo Grosso）「Our Song」A Lonely Girl Version 
◼︎さかいゆう「まなざし☆デイドリーム」 
【TV】
◼︎Eテレ「Eダンスアカデミー」season3.4 
◼︎日テレ「ガキの使いやあらへんで」
◼︎TBS「ぴったんこカンカン」
◼︎TBS ドラマ「BOSS」
◼︎TBS「キミハブレイク」
◼︎TBS「むちゃぶり！」 
◼︎TV東京「NEO WAVE」　レギュラー  ︎
◼︎TV東京｢流派-R｣ 
◼︎TV東京「音流」
◼︎TV朝日「ロンドンハーツ　スペシャル」　  
◼︎TV朝日「明石家くりぃむランド」レゲエ女 
◼︎TV朝日ドラマ「スウィートデビル」
◼︎TV朝日「極楽とんぼのとび蹴りゴッデス」
◼︎csディズニーチャンネル｢DVDダッシュ！｣
◼︎チバテレビ「白黒アンジャッシュ」
◼︎テレ玉「なりきり！」
◼︎テレ玉「ダンスウィルス」
◼︎TV神奈川「マラソン２」　レギュラー
◼︎TV神奈川「ハマランチョ」
◼︎インターネットTV「TOKYO PLAYER！」第一回ゲスト　白川ゆり特集
◼︎インターネットTV「モテたい！」
◼︎インターネットTV「DANCE ACT」ゲスト
【モデル】
◼︎東京オートサロン2007　日本精機Defiブースモデル 
◼︎日産スカイライン2006発売記念　イメージガール  
◼︎イメージポケット　フォトモデル  
◼︎avex「vacation」ダンサーモデル
◼︎beauty navi　ヘヤーモデル  
【声優】
◼︎マルハン　オープニング映像
【雑誌】
◼︎ギャルズパラダイス　2007年東京オートサロン編
◼︎Saizensen hiphop「働くオンナたち」白川ゆり特集
◼︎音に生きるno.2
◼︎S!Cawaii! 
【振付】
◼︎ユニバーサルミュージック　SoulJa「DOGG POUND｣
◼︎CSディズニーチャンネル「DVDダッシュ！」（ハイスクール・ミュージカル編）
◼︎日テレ「がきの使いやあらへんで」振付アシスタント 
◼︎2004～2007年　オートサロン データシステムブース　R-specgirls
◼︎舞台パントマリオ
◼︎e-music所属　TAPs　アシスタント
◼︎ワシヤプロモーション主催ディナーショー3年間　振付＆出演
◼︎D LIVE（聴覚障害者と健常者によるダンスライブ）＠Zepp Tokyo振付＆出演
◼︎SHOW PUB
【その他イベントなど】
◼︎ロス「HIPHOP carnival 10th anniversary」
◼︎全国高校生ダンス部選手権「ダンススタジアム」中学生ダンス部選手権 審査員
◼︎ママダンスステージやお子様が楽しめるSHOWのMCや出演など
- 東京ゲゲゲイ　ゲゲゲイの鬼太郎
- サンボマスター very special！！
- さかいゆう まなざし★デイドリーム
- DJ OZMA 超！
- TRF ツアー98
- LA 「HIPHOP carnival」
- ガキの使いやあらへんで - 振付アシスタント
- ディズニー・チャンネル  - ハイスクールミュージカル編 振付 キャスティング
- DANCE STADIUM - 審査員
- STUDIO55運営（2018年 - ）

| スタブアイコン | サブスタブ | この項目は、まだ閲覧者の調べものの参照としては役立たない、人物に関連した書きかけの項目です。この項目を加筆・訂正などしてくださる協力者を求めています（P:人物伝/PJ:人物伝）。 |